# Sonnenfinsternis vom 29. Mai 1919
Die totale Sonnenfinsternis vom 29. Mai 1919 ist höchstwahrscheinlich die bekannteste Sonnenfinsternis des 20. Jahrhunderts, da während dieser die durch die Allgemeine Relativitätstheorie vorausgesagte gravitative Ablenkung des Lichts überprüft und bestätigt wurde. Die Experimente hierzu wurden unter der Leitung von Arthur Eddington auf der Vulkaninsel Príncipe vor der westafrikanischen Küste durchgeführt. Ende Mai befindet sich die Sonne inmitten des offenen Sternhaufens der Hyaden, was für dieses Experiment eine außergewöhnlich günstige Konstellation darstellte.

## Weblinks

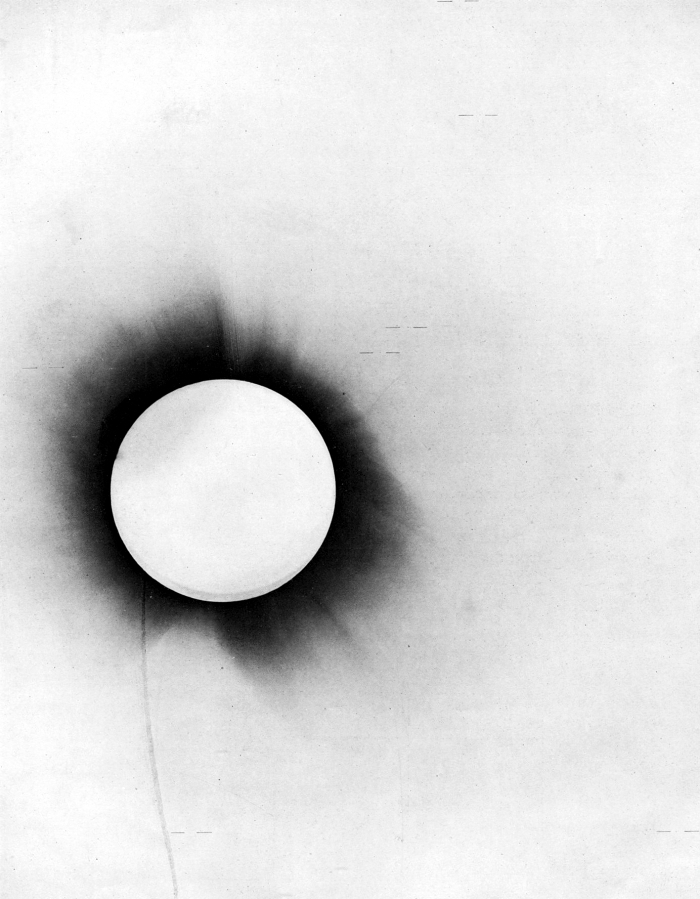
Eine von Eddingtons Fotografien der Sonnenfinsternis von 1919